# Кропивницький музичний фаховий коледж
Кропивницький музичний фаховий коледж — заклад спеціалізованої мистецької освіти  у Кропивницькому, один із культурних центрів міста.
Коледж знаходиться у 4-поверховій будівлі, на першому поверсі якої розташована Музична школа №2 імені Ю.С.Мейтуса.
12 квітня 2013 року перед будівлею коледжу встановлено пам'ятник Генріху Нейгаузу (архітектор — Кривенко Віталій Єфремович, скульптор — Цісарик Володимир Орестович).

## Назва
- 1959 — 17 грудня 2017 — Кіровоградське музичне училище.
- 18 грудня 2017 — Комунальний заклад вищої освіти «Кіровоградський музичний коледж»[2].
- 17 липня 2020 — Кропивницький музичний фаховий коледж[3].

## Історія
У культурно-мистецькому житті Кіровоградщини музичне училище займає одне з першочергових місць. Вищий навчальний заклад І рівня акредитації, створений у 1959 році, об'єднує в педагогічному колективі творчий потенціал декількох поколінь музикантів, для яких виконавство невідривно пов'язане з педагогікою. Для Кіровоградської області музичне училище — це основа професійної музичної освіти, кузня мистецьких кадрів, з нього починався і продовжується в часі культурний розвиток краю.
У культурно-мистецькому житті Кіровоградщини музичне училище займає одне з першочергових місць. Вищий навчальний заклад І рівня акредитації, створений у 1959 році, об'єднує в педагогічному колективі творчий потенціал декількох поколінь музикантів, для яких виконавство невідривно пов'язане з педагогікою. Для Кіровоградської області музичне училище — це основа професійної музичної освіти, кузня мистецьких кадрів, з нього починався і продовжується в часі культурний розвиток краю.
Візитною карткою музичного училища є мистецькі колективи: єдиний в області симфонічний оркестр (художній керівник Лариса Голіусова), камерний (художній керівник Наталя Хілобокова) та духовий (художній керівник Григорій Шорсткий) оркестри, студентський хор під керівництвом Оксани Трушиної, дитячий хор школи педагогічної практики (худ. кер. А.Татарова), оркестр народних інструментів (художній керівник Юрій Голіусов), фольклорний ансамбль, що виконує традиційні селянські пісні Кіровоградської області в автентичній манері. Їх концертні виступи на різноманітних концертних майданчиках України є значними культурними подіями завдяки складним, цікавим програмам та якісним інтерпретаціям.
Кіровоградське музичне училище стало базою для багатьох професійних колективів області: муніципального камерного хору під керівництвом Юрія Любовича, муніципального духового оркестру, філармонійного камерного оркестру «Концертіно».
У творчому доробку музичного училища — щорічний фестиваль «Нейгаузівські музичні зустрічі», в рамках якого проходить Всеукраїнський конкурс молодих піаністів, мистецький форум молодих виконавців на народних інструментах «Провесінь», які репрезентують академічне мистецтво найкращих колективів і солістів України, Росії, Білорусі, Польщі.
Директором училища зараз є Лариса Іванівна Голіусова. (До неї були: Семен Дорогой, Юрій Любович)

## Творчі колективи
- Симфонічний оркестр
- Духовий оркестр
- Оркестр народних інструментів «Дивертисмент»
- Камерний оркестр
- Жіночій хор «Prima vista»
- Фольклорний ансамбль
- Дитячий хор «Зоринка»
- Мішаний хор «Фрісон»

## Директори
- 1959—1964 — Поляков Микола І.
- 1964—1981 — Польовий Микола Гаврилович (уточнити)[4]
- 1981—2004 — Любович Юрій Васильович
- 2004 — наш час — Голіусова Лариса Іванівна

## Відомі викладачі і випускники
- Польовий Олег Григорович
- Притула Дмитро Борисович
- Харченко Олексій Павлович
- Ткаченко Юрій Михайлович
- Долгіх Марина Василівна
- Хілобокова Наталія Юріївна

## Викладачі
- Категорія:Науковці Кропивницького музичного фахового коледжу
- Дорогий Семен Васильович
- Любович Юрій Васильович
- Хілобоков Юрій Павлович
- Шутенко Кім Олександрович

## Випускники
- Категорія:Випускники Кропивницького музичного фахового коледжу
- Забіляста Лідія Леонідівна
- Крутой Ігор Якович
- Любович Юрій Васильович
- Маковецька Людмила Георгіївна
- Червінська Антоніна Миколаївна